# Wereldkampioenschap oplossen van schaakproblemen
Het Wereldkampioenschap oplossen van schaakproblemen, Engels: World Chess Solving Championship (WCSC) is een jaarlijkse wedstrijd in het oplossen van schaakproblemen (ook bekend als schaakpuzzels) georganiseerd door de World Federation for Chess Composition (WFCC), eerder door de FIDE via de Permanent Commission of the FIDE for Chess Compositions (PCCC). 
De deelnemers moeten een aantal verschillende typen schaakproblemen oplossen in een vooraf vastgestelde tijdsduur. Punten worden toegekend voor correcte oplossingen in zo kort mogelijke tijd. De deelnemer die aan het einde van het toernooi eindigt met de hoogste score is de winnaar.

## Indeling
Het toernooi is opgebouwd uit zes rondes in twee dagen, met per dag drie rondes volgens het volgende schema: 
- Ronde 1 – drie tweezetten, 20 minuten oplostijd
- Ronde 2 – drie driezetten,  60 minuten oplostijd
- Ronde 3 – drie eindspelstudies, 100 minuten oplostijd
- Ronde 4 – drie helpmatten, 50 minuten oplostijd
- Ronde 5 – drie meerzetten,  80 minuten oplostijd
- Ronde 6 – drie zelfmatten, 50 minuten oplostijd

## Afdelingen
- Kampioenschap voor landenteams – Om een officieel WK landenteams genoemd te kunnen worden dienen minimaal zeven teams uit zeven verschillende landen deel te nemen. Dit toernooi is gegroeid van 9 teams in 1977 tot gemiddeld 20 teams.
- Individueel kampioenschap – Om een officieel individueel wereldkampioenschap WK genoemd te kunnen worden dienen minimaal 30 probleem-oplossers uit minstens 10 verschillende landen deel te nemen. Dit toernooi is gegroeid van 18 deelnemers in 1977 tot meer dan 70 in 2007.
- Vrouwen en junioren (tot 23 jaar) – Hier dienen minimaal 10 probleem-oplossers uit minstens 7 verschillende landen deel te nemen.

## Rating

### Formules
We gaan uit van een toernooi met n deelnemers, met ratings {\displaystyle R_{i}} (i = 1, ..., n) en scores {\displaystyle S_{i}} (i = 1, ..., n).  
- GemRat = gemiddelde rating van de deelnemende oplossers
- GemSco = gemiddelde score van de deelnemende oplossers
- VarRat = {\displaystyle {\frac {1}{n}}\sum _{i=1}^{n}(R_{i}-{\mbox{GemRat}})^{2}}
- Covar = covariantie tussen ratings en scores = {\displaystyle ({\frac {1}{n}}\sum _{i=1}^{n}R_{i}S_{i})-{\mbox{GemRat}}\cdot {\mbox{GemSco}}}
- Helling = {\displaystyle {\frac {\mbox{Covar}}{\mbox{VarRat}}}}
- Snijpunt = {\displaystyle {\mbox{GemSco}}-{\mbox{Helling}}\cdot {\mbox{GemRat}}}

Voor spelers die nog geen rating hadden, wordt een voorlopige rating berekend. Deze rating wordt vastgesteld na het einde van het eerste toernooi waaraan de speler heeft deelgenomen, en wordt berekend volgens de formule: 
- voorlopige rating = {\displaystyle {\frac {{\mbox{score van speler}}-{\mbox{Snijpunt}}}{\mbox{Helling}}}}

Voor spelers die al een rating hebben wordt de nieuwe rating berekend volgens de volgende formules.  
- Rat = meest recente rating van de oplosser
- ExpSco = {\displaystyle {\mbox{Helling}}\cdot {\mbox{Rat}}+{\mbox{Snijpunt}}}
- TC = toernooi-coëfficiënt, een getal tussen 1 en 4; hoe sterker bezet het toernooi, hoe hoger de TC
- WijzRat = {\displaystyle {\mbox{TC}}\cdot ({\mbox{score van speler}}-{\mbox{ExpScore}})}
- NewRat = nieuwe rating = {\displaystyle {\mbox{Rat}}+{\mbox{WijzRat}}}

Bovenstaande formules bevatten de basis. Als parameters buiten een vooraf vastgestelde grens vallen, worden correctie-berekeningen toegepast, zie hiervoor de referentie.

### Top 10 op de ratinglijst per 1 oktober 2015
1. GM Georgy Jevsejev (Rusland) 2785
2. GM Kacper Piorun (Polen) 2744
3. GM Piotr Murdzia (Polen) 2742
4. GM John Nunn (Groot-Brittannië) 2716
5. GM Ram Soffer (Israël) 2667
6. GM Eddy Van Beers (België) 2632
7. GM Anatoly Mukosejev (Rusland) 2631
8. GM Arno Zude (Duitsland) 2626
9. GM Jonathan Mestel (Groot-Brittannië) 2595
10. GM Ofer Comay (Israël) 2594

Zie referentie.

### Top 10 op de ratinglijst per 1 juli 2023
1. GM Danila Pavlov (Rusland) 2776
2. GM Georgy Jevsejev (Rusland) 2747
3. Andrei Zhuravlev (Rusland) 2683
4. GM Piotr Murdzia (Polen) 2661
5. GM Kacper Piorun (Polen) 2645
6. GM Eddy Van Beers (België) 2636
7. GM John Nunn (Groot-Brittannië) 2630
8. GM Ram Soffer (Israël) 2604
9. IM Oeral Khasanov (Rusland) 2602
10. Kevinas Koeznekovas (Litouwen) 2567

Zie referentie.

## Winnaars

### Kampioenschap voor landenteams
- 1977 –  Finland
- 1978 –  Finland
- 1979 –  Duitsland
- 1980 –  Israël
- 1981 –  Finland
- 1982 –  Joegoslavië
- 1983 –  Finland
- 1984 –  Finland
- 1985 –  Finland
- 1986 –  Groot-Brittannië
- 1987 –  Duitsland
- 1988 –  Duitsland
- 1989 –  Sovjet-Unie
- 1990 –  Groot-Brittannië en  Sovjet-Unie
- 1991 –  Sovjet-Unie
- 1992 –  Rusland
- 1993 –  Duitsland
- 1994 –  Duitsland
- 1995 –  Finland
- 1996 –  Israël
- 1997 –  Israël
- 1998 –  Israël
- 1999 –  Rusland
- 2000 –  Duitsland
- 2001 –  Israël
- 2002 –  Duitsland
- 2003 –  Rusland
- 2004 –  Israël
- 2005 –  Groot-Brittannië
- 2006 –  Groot-Brittannië
- 2007 –  Groot-Brittannië
- 2008 –  Rusland
- 2009 –  Polen
- 2010 –  Polen
- 2011 –  Polen
- 2012 –  Polen
- 2013 –  Polen
- 2014 –  Polen
- 2015 –  Polen
- 2016 –  Polen
- 2017 –  Polen
- 2018 –  Polen
- 2019 –  Polen
- 2021 –  Rusland
- 2022 –  Polen

### Individueel kampioenschap
- 1983 – Roland Baier (Zwitserland)
- 1984 – Kari Valtonen (Finland)
- 1985 – Ofer Comay (Israël)
- 1986 – Pauli Perkonoja (Finland)
- 1987 – Michel Caillaud (Frankrijk)
- 1988 – Michael Pfannkuche (Duitsland)
- 1989 – Georgy Jevsejev (Sovjet-Unie)
- 1990 – Georgy Jevsejev (Sovjet-Unie)
- 1991 – Georgy Jevsejev (Sovjet-Unie)
- 1992 – Pauli Perkonoja (Finland)
- 1993 – Michael Pfannkuche (Duitsland)
- 1994 – Arno Zude (Duitsland)
- 1995 – Pauli Perkonoja (Finland)
- 1996 – Noam Elkies (Israël)
- 1997 – Jonathan Mestel (Groot-Brittannië)
- 1998 – Georgy Jevsejev (Rusland)
- 1999 – Ofer Comay (Israël)
- 2000 – Michel Caillaud (Frankrijk)
- 2001 – Jorma Paavilainen (Finland)
- 2002 – Piotr Murdzia (Polen)
- 2003 – Andrej Selivanov (Rusland)
- 2004 – John Nunn (Groot-Brittannië)
- 2005 – Piotr Murdzia (Polen)
- 2006 – Piotr Murdzia (Polen)
- 2007 – John Nunn (Groot-Brittannië)
- 2008 – Piotr Murdzia (Polen)
- 2009 – Piotr Murdzia (Polen)
- 2010 – John Nunn (Groot-Brittannië)
- 2011 – Kacper Piorun (Polen)
- 2012 – Piotr Murdzia (Polen)[4]
- 2013 – Piotr Murdzia (Polen)[5]
- 2014 – Kacper Piorun (Polen)
- 2015 – Kacper Piorun (Polen)
- 2016 – Kacper Piorun (Polen)
- 2017 – Kacper Piorun (Polen)
- 2018 – Piotr Murdzia (Polen)
- 2019 – Piotr Górski (Polen)[6]
- 2021 – Danila Pavlov (Rusland)
- 2022 – Danila Pavlov (Rusland)

## Externe website
- www.wfcc.ch, World Federation for Chess Composition